# Matthäus Hetzenauer
Matthäus Hetzenauer (23 de diciembre de 1924, Brixen im Thale, Austria - Ibid. 3 de octubre de 2004) fue un francotirador austríaco en la Wehrmacht de la Alemania nazi durante la Segunda Guerra Mundial considerado uno de los más letales de Alemania. 
Sirvió en la 3.ª División de Montaña en el Frente Oriental de la Segunda Guerra Mundial, y se le atribuyeron 345 bajas. Se reportó un tiro letal a 1.100 metros (1.200 yardas) de su autoría. Hetzenauer recibió la Cruz de Caballero de la Cruz de Hierro el 17 de abril de 1945.

## Biografía

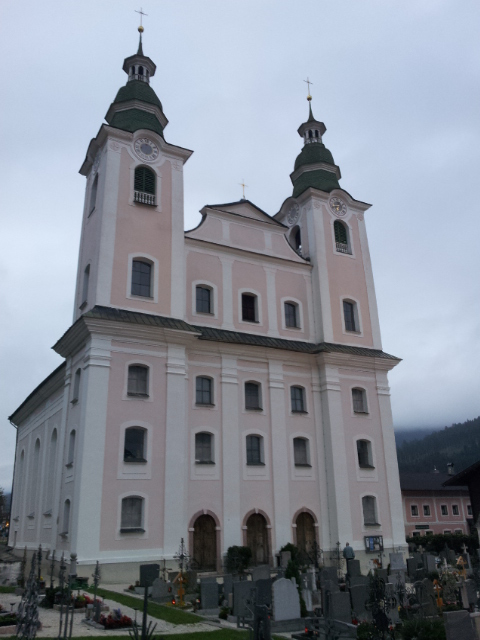
Decanato parroquial de Brixen im Thale, donde Hetzenauer pasó gran parte de su juventud.

Matthäus Hetzenauer nació el 23 de diciembre de 1924 en el pueblo tirolés austríaco de Brixen im Thale , hijo de Simon y Magdalena Hetzenauer, descendientes de una larga estirpe de campesinos austríacos de la región de Kitzbühel. Fue bautizado como católico la víspera de Navidad en la iglesia parroquial medieval y se crio con sus dos hermanos y su hermana en la granja de sus padres situada encima del pueblo. Hetzenauer creció rodeado de la larga costumbre tirolesa de cazar y cazar, como la historia de Georg Jennerwein, su padre era un cazador, y su tío Josef era un veterano del ejército austrohúngaro que mostró sus medallas, incluida una Cruz de Hierro, en una vitrina. Con este telón de fondo, Hetzenauer fue reclutado en septiembre de 1942 a los 17 años en el 140 ° Batallón de Refuerzo de Rifles de Montaña con sede en Kufstein.

## Trayectoria militar
Hetzenauer llegó a Kufstein en 1942 y se entrenó durante dos años como Gebirgsjäger en la ciudad y en las montañas cercanas de Wilder Kaiser, a lo que su educación en el Tirol había condicionado, luego recibió más instrucción en la escuela Gebirgsjäger en Mittenwald, escuela Hochgebirgsjäger en Stubaital y la escuela Ejército-NCO Gebirgsjäger en Wörgl. Hetzenauer luego entrenó como francotirador durante marzo - julio de 1944 en el Truppenübungsplatz Seetaler-Alpe en Steiermark, antes de ser asignado como Gefreiter a la 3.ª División Gebirgsjäge. Utilizó una variante del francotirador Karabiner 98k con mira telescópica 6x y una Gewehr 43 con mira telescópica ZF4 4x. Vio acción contra las fuerzas soviéticas en los Cárpatos, Hungría y Eslovaquia. 
Podía alcanzar normalmente un objetivo hasta 800 m, pero logró abatir a un enemigo a 1.100 m de distancia,  su estilo era eliminar soldados uno a uno para luego eliminar al oficial al mando y a artilleros.
El 6 de noviembre de 1944 sufrió un traumatismo craneoencefálico por fuego de artillería y recibió la Medalla de Herido tres días después. 
Entre agosto de 1944 y mayo de 1945, Hetzenauer logró una marca confirmada de 345 enemigos, pero probablemente su cuenta fuera mayor, dada la minuciosidad en constatar cada baja. El cabo Hetzenauer recibió la Cruz de Caballero de la Cruz de Hierro el 17 de abril de 1945. El comandante general y comandante de divisiones Paul Klatt había recomendado a Hetzenauer debido a sus numerosos abatimientos de francotiradores, que totalizaron dos compañías enemigas, sin temor a su propia seguridad bajo el fuego de artillería y los ataques enemigos. Esta recomendación fue aprobada por el general der Gebirgstruppe Karl von Le Suire y el general der Panzertruppe Walter Nehring.
Hetzenauer fue capturado por las tropas soviéticas al mes siguiente y enviado a un Gulag, probablemente no fue identificado como el francotirador más letal de Alemania y estuvo cinco años en un campo de prisioneros soviético hasta su liberación en 1950. Se dedicó a la carpintería en Austria y se casó con María.
Murió el 3 de octubre de 2004, a los 79 años y fue enterrado en el cementerio local de Brixen im Thale, Austria, sección 3, fila 3. Friedhofstraße, 6300 Wörgl. Su esposa María murió en 2006.

## Condecoraciones
- Cruz de Hierro (1939) 2.ª clase (1 de septiembre de 1944) y 1.ª clase (25 de noviembre de 1944).[11]
- Medalla de Herido (1939) en negro (9 de noviembre de 1944).[11]
- Insignia de asalto de infantería en plata (13 de noviembre de 1944).[11]
- Insignia de francotirador en oro (3 de diciembre de 1944; uno de los tres destinatarios).[11]
- Cruz de Caballero de la Cruz de Hierro el 17 de abril de 1945 como Gefreiter y francotirador en el 7./Gebirgsjäger-Regiment 144.[12][13]

### Inglés
- Kaltenegger, Roland (2017). Eastern Front Sniper: The Life of Matthäus Hetzenauer. Greenhill Books. ISBN 1784382183.
- Sadowski, Robert A. (2015). Shooter's Bible Guide to Tactical Firearms: A Comprehensive Guide to Precision Rifles and Long-Range Shooting Gear. Skyhorse Publishing. ISBN 978-1-63220-935-1.

### Alemán
- Fellgiebel, Walther-Peer (2000) [1986]. Die Träger des Ritterkreuzes des Eisernen Kreuzes 1939–1945 — Die Inhaber der höchsten Auszeichnung des Zweiten Weltkrieges aller Wehrmachtteile (en alemán). Podzun-Pallas. ISBN 978-3-7909-0284-6.
- Scherzer, Veit (2007). Die Ritterkreuzträger 1939–1945 Die Inhaber des Ritterkreuzes des Eisernen Kreuzes 1939 von Heer, Luftwaffe, Kriegsmarine, Waffen-SS, Volkssturm sowie mit Deutschland verbündeter Streitkräfte nach den Unterlagen des Bundesarchives (en alemán). Scherzers Miltaer-Verlag. ISBN 978-3-938845-17-2.
- Thomas, Franz; Wegmann, Günter (1993). Die Ritterkreuzträger der Deutschen Wehrmacht 1939–1945 Teil VI: Die Gebirgstruppe Band 1: A–K (en alemán). Biblio-Verlag. ISBN 978-3-7648-2430-3.

- Datos: Q112049